# Carvédilol
Le carvédilol est un médicament bêta-bloquant avec des propriétés alpha-bloquantes, utilisé dans le traitement de l'insuffisance cardiaque.

## Efficacité
Dans l'insuffisance cardiaque systolique grave, le carvedilol diminue le risque de survenue d’évènements graves, que le patient soit très symptomatique, ou moins.

## Prescription
Comme tout autre bêta bloquant dans l'insuffisance cardiaque, le carvedilol doit être donné à des doses croissantes, de manière progressive, en contrôlant la tension artérielle et la fréquence cardiaque, par des paliers de quelques semaines, jusqu'à parvenir, idéalement à 25 mg deux fois par jour.

## Médicaments alternatifs
Les autres bêta-bloquants ayant démontré une efficacité dans l'insuffisance cardiaque sont le métoprolol, le bisoprolol, le nébivolol. À part est l'ivabradine, bradycardisant (ralentisseur de la fréquence cardiaque comme les autres bêta-bloquants mais par un mécanisme autre et qui a également démontré une certaine efficacité en complément de ces derniers ou en remplacement en cas d'intolérance).
Le carvédilol semble être supérieur au métoprolol que le patient soit resynchronisé par un stimulateur cardiaque multi-sites ou non.